# Rotten Apple
Rotten Apple é o segundo álbum de Lloyd Banks, rapper do grupo G-Unit. Foi lançado em 10 de outubro de 2006 e vendeu cerca de 143.000 cópias em sua primeira semana. Estreou na terceira colocação no Billboard 200. O título do álbum é baseado na alcunha recebida pela Cidade de Nova Iorque, "Grande Maçã".

## Sobre
O álbum contém aparições especiais de 50 Cent, Tony Yayo, Young Buck, Scarface, Mobb Deep, 8 Ball, Fabolous, Keri Hilson e Musiq Soulchild. A produção foi feita por Eminem, Needlz, Sha Money XL, Younglord, Ron Browz, Havoc e 9th Wonder.

## Lista de músicas
| #  | Música               | Produtor(es)                                                          | Aparição especial(is)                 | Tempo |
| -- | -------------------- | --------------------------------------------------------------------- | ------------------------------------- | ----- |
| 1  | "Rotten Apple"       | Havoc Sha Money XL (co-produtor)                                      | 50 Cent & Prodigy                     | 4:26  |
| 2  | "Survival"           | Young RJ                                                              |                                       | 3:47  |
| 3  | "Playboy 2"          | Ron Browz                                                             |                                       | 3:44  |
| 4  | "The Cake"           | The 10                                                                | 50 Cent                               | 2:46  |
| 5  | "Make a Move"        | Midi Mafia                                                            |                                       | 4:46  |
| 6  | "Hands Up"           | Eminem Dangerous LLC (co-produtor) Bang Out (co-produtor)             | 50 Cent                               | 4:01  |
| 7  | "Help"               | Ron Browz Sha Money XL (co-produtor)                                  | Keri Hilson                           | 3:54  |
| 8  | "Addicted"           | Daniel Jones Jermaine Mobley (co-produtor) Sha Money XL (co-produtor) | Musiq Soulchild                       | 3:00  |
| 9  | "You Know the Deal"  | Product & Whitton                                                     | Rakim                                 | 4:05  |
| 10 | "Get Clapped"        | Needlz                                                                | Prodigy (creditado como de Mobb Deep) | 5:01  |
| 11 | "Stranger"           | Nick Speed                                                            |                                       | 3:10  |
| 12 | "Change"             | Prince & Machavelli                                                   |                                       | 3:35  |
| 13 | "NY NY"              | Eminem Luis Resto (co-produtor)                                       | Tony Yayo                             | 3:29  |
| 14 | "One Night Stand"    | 9th Wonder                                                            | Keon Bryce (não-creditado)            | 3:57  |
| 15 | "Iceman"             | Dave Morris                                                           | Young Buck, Scarface & 8Ball          | 5:28  |
| 16 | "Gilmore's"          | Richard "Younglord" Frierson do The Hitmen                            |                                       | 2:51  |
| 17 | "Life" (faixa bônus) | Chad Beatz                                                            | Spider Loc                            | 4:21  |

| Críticas profissionais                                                      | Críticas profissionais |
| Avaliações da crítica                                                       | Avaliações da crítica  |
| Fonte                                                                       | Avaliação              |
| --------------------------------------------------------------------------- | ---------------------- |
| AllHipHop                                                                   | [ 4 ]                  |
| Allmusic                                                                    | [ 5 ]                  |
| HipHopDX                                                                    | [ 6 ]                  |
| Rolling Stone                                                               | [ 7 ]                  |
| The Source                                                                  | [carece de fontes?]    |
| Stylus Magazine                                                             | (C-)                   |
| Tiny Mix Tapes                                                              | [ 9 ]                  |
| XXL                                                                         | [ 10 ]                 |
| Esta tabela precisa de ser acompanhada por texto em prosa. Consulte o guia. |                        |

## Paradas musicais
| Charts (2006)                         | Melhort posição |
| ------------------------------------- | --------------- |
| French Albums Chart                   | 65              |
| Irish Albums Chart                    | 27              |
| Swiss Albums Chart                    | 36              |
| UK Albums Chart                       | 40              |
| Canadian Albums Chart                 | 6               |
| U.S. Billboard 200                    | 3               |
| U.S. Billboard Top R&B/Hip-Hop Albums | 1               |